# (35959) 1999 LE5
1999 LE5 (asteroide 35959) é um asteroide da cintura principal. Possui uma excentricidade de 0.17806360 e uma inclinação de 15.13206º.
Este asteroide foi descoberto no dia 10 de junho de 1999 por LINEAR em Socorro.